# Сальмонеллы
Сальмоне́ллы (лат. Salmonella) — род неспороносных бактерий, имеющих форму палочек (длина 1—7 мкм, ширина около 0,3—0,7 мкм). Род назван в честь американского ветеринара Даниела Элмера Салмона (1850—1914). Сальмонеллы, как правило, не ферментируют лактозу и патогенны для людей и других животных при пероральном введении. Некоторые виды являются возбудителями брюшного тифа, паратифов и других сальмонеллёзов.

## Особенности
Грамотрицательные, факультативные анаэробы, большинство подвижно (благодаря перитрихиям, то есть расположенным по всей поверхности бактерии жгутикам). На плотных питательных средах образуют круглые колонии серовато-белого цвета, при росте на бульоне — помутнение и осадок. В мазках располагаются беспорядочно. Не образуют спор, имеют микрокапсулу, перитрихи. При отсутствии гравитации сальмонеллы объединяются в тонкую бактериальную плёнку. Сальмонеллы сбраживают углеводы (глюкозу, маннозу, ксилозу, декстрин) и спирты (инозит, дульцит) с образованием кислоты, а иногда и газа. Оптимальными для роста являются температура 37 °C, рН среды 7,2—7,4. Они неприхотливы и растут на простых питательных средах.
Сальмонеллы могут сохраняться длительное время во внешней среде и продуктах питания. Ультрафиолетовое излучение и тепло ускоряет их смерть, они погибают при нагревании до 55 °C (131 °F) за полтора часа или до 60 °C (140 °F) в течение 12 минут. Для защиты от заражения сальмонеллой рекомендуется подогревать пищу по крайней мере десять минут при 75 °C (167 °F). При 100 °C погибают практически сразу. Сальмонеллы не погибают при замораживании.
Поселяясь на стенках кишечника, «новоприбывшие» сальмонеллы выделяют токсин TTSS-1, который уничтожает конкурентов. При этом гибнет и часть самих сальмонелл. В просвете кишечника только 15 % производят этот яд, а на стенках кишечника — почти все.
Согласно данным отчета The European Union One Health 2022 Zoonoses Report, топ-5 серотипов Salmonella, вызывающих инфекции у людей: S. Enteritidis (67,3 %), S. Typhimurium (13,1 %), монофазный S. Typhimurium (4,3 %), S. Infantis (2,3 %) и S. Derby (0,89 %). 0,16 % проб готовых к употреблению продуктов и 2,1 % проб продуктов, требующих обработки, были положительными на Salmonella.

## Место обитания
Сальмонеллы, как правило, обитают в кишечнике животных и человека.

## Антигенность
Антигенная структура детально изучена Кауфманом, Уайтом, положена в основу современной серологической классификации бактерий рода Salmonella.
У сальмонелл различают два основных антигенных комплекса: О- и Н-антигены. Это структурные элементы бактериальной клетки. Соматические О-антигены термоустойчивы и представляют собой липо-полисахариднополипептидные комплексы. Жгутиковые Н-антигены термолабильны, имеют белковую природу. Кроме того, у бактерий рода Salmonella обнаружен ряд других антигенов — поверхностных и капсульных. Между капсульными и поверхностными антигенами не существует резкого разграничения, переход осуществляется постепенно, поэтому оба антигена, и капсульный, и поверхностный, объединяются под общим названием К-антиген.
Название К происходит от немецкого слова «kapsel». В группе Salmonella доказано наличие трех К-антигенов: антиген 5, Vi-антиген и М-антиген.
Схема серологической классификации сальмонелл разработана Кауфманом и Уайтом. Согласно предложенной схеме сальмонеллы были разбиты на пять больших групп по общности соматического O-антигена: А, В, С, D, Е. Оказалось, что О-антигены неоднородны и состоят из двух и более рецепторов (фракций), которые были обозначены в схеме римскими цифрами (I, II, III и т. д.). В свою очередь H-антигены, специфические и неспецифические оказались также неоднородными. Рецепторы специфических H-антигенов были обозначены малыми буквами латинского алфавита, а рецепторы неспецифических H-антигенов — арабскими цифрами и частично буквами.
Дальнейшее изучение антигенной структуры сальмонелл, выделенных от людей и животных, обнаруживало все большую сложность этой структуры, сопровождаясь все время открытием новых О- и H-антигенов, а следовательно, и новых типов. В серологические схемы Кауфмана—Уайта в 1939 г. на II Международном конгрессе микробиологов было введено разделение H-антигена на фазы I и II с упразднением деления на специфическую и неспецифическую фазы. В обозначении О-антигенов сальмонелл римские цифры были заменены арабскими.
В настоящее время для обозначения серологических групп в схеме исчерпаны все буквы латинского алфавита, и последующие группы (51 и дальше) обозначены цифрами их соматических антигенов. Число систематизированных сальмонелл превысило в настоящее время 1600.
Для полного типирования сальмонелл по антигенной структуре достаточно иметь ограниченный набор монорецепторных О- и H-сывороток, позволяющих идентифицировать типы сальмонелл групп А, В, С, D, E, которые чаще всего выделяются от людей и животных.

## Классификация
На май 2023 года в род включают всего 3 вида

|                     | Salmonella bongori |
|                     | |
| Salmonella enterica | \| \| Salmonella enterica subsp. arizonae \| \| \| \| \| \| Salmonella enterica subsp. diarizonae \| \| \| \| \| \| Salmonella enterica subsp. enterica \| \| \| \| \| \| Salmonella enterica subsp. houtenae \| \| \| \| \| \| Salmonella enterica subsp. indica \| \| \| \| \| \| Salmonella enterica subsp. salamae \| \| \| \| |
|                     | \| \| Salmonella enterica subsp. arizonae \| \| \| \| \| \| Salmonella enterica subsp. diarizonae \| \| \| \| \| \| Salmonella enterica subsp. enterica \| \| \| \| \| \| Salmonella enterica subsp. houtenae \| \| \| \| \| \| Salmonella enterica subsp. indica \| \| \| \| \| \| Salmonella enterica subsp. salamae \| \| \| \| |
|                     | Salmonella subterranea |
|                     | |
|                     | Salmonella enterica subsp. arizonae |
|                     | |
|                     | Salmonella enterica subsp. diarizonae |
|                     | |
|                     | Salmonella enterica subsp. enterica |
|                     | |
|                     | Salmonella enterica subsp. houtenae |
|                     | |
|                     | Salmonella enterica subsp. indica |
|                     | |
|                     | Salmonella enterica subsp. salamae |
|                     | |

|  | Salmonella enterica subsp. arizonae   |
|  |                                       |
|  | Salmonella enterica subsp. diarizonae |
|  |                                       |
|  | Salmonella enterica subsp. enterica   |
|  |                                       |
|  | Salmonella enterica subsp. houtenae   |
|  |                                       |
|  | Salmonella enterica subsp. indica     |
|  |                                       |
|  | Salmonella enterica subsp. salamae    |
|  |                                       |

Инфекция у человека, вызванная Salmonella enterica subsp. arizonae, часто связана с контактом с рептилиями. Сальмонелл типируют по схеме Кауффмана—Уайта в реакции агглютинации. Для её постановки применяют гипериммунные сыворотки или моноклональные антитела к сальмонеллам. На серотипировании основаны диагностика сальмонеллёза и эпидемиологический анализ на эту инфекцию.